# Karpowo (Varmia y Masuria)
Karpowo [pronunciación en polaco: /karˈpɔvɔ/] (Alemán Kerpen) es un pueblo ubicado en el distrito administrativo de Gmina Zalewo, dentro del Condado de Iława, Voivodato de Varmia y Masuria, en Polonia del norte. Se encuentra aproximadamente a 11 kilómetros al sur de Zalewo, a 18 kilómetros al norte de Iława, y a 58 kilómetros al oeste de la capital regional Olsztyn.